# Vini Fantini-Selle Italia/Saison 2013
Dieser Artikel listet Erfolge und Fahrer des Radsportteams Vini Fantini-Selle Italia in der Saison 2013 auf.

## Erfolge in der UCI World Tour
| Datum   | Rennen                   | Sieger             |
| ------- | ------------------------ | ------------------ |
| 18. Mai | 14. Etappe Giro d’Italia | Mauro Santambrogio |

## Erfolge in der UCI America Tour
| Datum      | Rennen                       | Kat. | Sieger             |
| ---------- | ---------------------------- | ---- | ------------------ |
| 12. Januar | 2. Etappe Vuelta al Táchira  | 2.2  | Michele Merlo      |
| 20. Januar | 10. Etappe Vuelta al Táchira | 2.2  | Cristiano Monguzzi |
| 26. Juli   | 8. Etappe Vuelta a Venezuela | 2.2  | Stefano Borchi     |
| 29. August | 2. Etappe Tour do Rio        | 2.2  | Rafael Andriato    |

## Erfolge in der UCI Asia Tour
| Datum       | Rennen                      | Kat. | Sieger             |
| ----------- | --------------------------- | ---- | ------------------ |
| 24. Februar | 4. Etappe Tour de Langkawi  | 2.HC | Francesco Chicchi  |
| 2. März     | 10. Etappe Tour de Langkawi | 2.HC | Francesco Chicchi  |
| 22. Mai     | 3. Etappe Tour of Japan     | 2.1  | Pierpaolo De Negri |
| 30. Mai     | Prolog Tour de Kumano (EZF) | 2.2  | Mattia Pozzo       |
| 31. Mai     | 1. Etappe Tour de Kumano    | 2.2  | Michele Merlo      |
| 2. Juni     | 3. Etappe Tour de Kumano    | 2.2  | Mattia Pozzo       |

## Erfolge in der UCI Europe Tour
| Datum     | Rennen                                          | Kat. | Sieger             |
| --------- | ----------------------------------------------- | ---- | ------------------ |
| 20. März  | Dwars door Vlaanderen                           | 1.HC | Oscar Gatto        |
| 27. April | Gran Premio Industria & Artigianato di Larciano | 1.1  | Mauro Santambrogio |
| 8. Juni   | Rīga-Jūrmala Grand Prix                         | 1.1  | Francesco Chicchi  |
| 9. Juni   | Jūrmala Grand Prix                              | 1.1  | Francesco Chicchi  |

## Zugänge – Abgänge
| Zugänge                     | Team 2012                    | Abgänge                          | Team 2013                   |
| --------------------------- | ---------------------------- | -------------------------------- | --------------------------- |
| Mauro Santambrogio          | BMC Racing Team              | Andrea Guardini                  | Astana Pro Team             |
| Francesco Chicchi           | Omega Pharma-Quick Step      | Elia Favilli                     | Lampre-Merida               |
| Danilo Di Luca              | Acqua & Sapone               | Filippo Pozzato                  | Lampre-Merida               |
| Stefano Garzelli            | Acqua & Sapone               | Alfredo Balloni                  | Ceramica Flaminia-Fondriest |
| Fabio Taborre               | Acqua & Sapone               | Luca Ascani                      | Unbekannt                   |
| Jonathan Monsalve           | Androni Giocattoli-Venezuela | Cristian Benenati                | Unbekannt                   |
| Ramón Carretero             | Movistar Continental Team    | Thomas Bertolini                 | Unbekannt                   |
| Jun’ya Sano                 | Team Nippo                   | Diego Caccia                     | Unbekannt                   |
| Michele Merlo               | Team WIT                     | Umberto Nardecchia               | Unbekannt                   |
| Mauro Finetto               | KM Bottecchia Pro Team       | Davide Ricci Bitti               | Unbekannt                   |
| Luigi Miletta               | Neoprofi                     | Danilo Di Luca (bis 24. Mai)     | Dopingsperre                |
| Mattia Pozzo                | Neoprofi                     | Mauro Santambrogio (bis 3. Juni) | Dopingsperre                |
| Daniele Colli (ab 20. Juli) | Team Type 1-Sanofi           | Stefano Garzelli (bis 31. Juli)  | Karriereende                |

## Mannschaft
| Fahrer               | Geburtsdatum         | Land         |              |
| -------------------- | -------------------- | ------------ | ------------ |
| Rafael Andriato      | 20. Oktober 1987     | Brasilien    |              |
| Stefano Borchi       | 9. März 1987         | Italien      |              |
| Ramón Carretero      | 26. November 1990    | Panama       |              |
| Francesco Chicchi    | 27. November 1980    | Italien      |              |
| Daniele Colli        | 19. April 1982       | Italien      |              |
| Pierpaolo De Negri   | 5. Juni 1986         | Italien      |              |
| Roberto De Patre     | 13. September 1988   | Italien      |              |
| Francesco Failli     | 16. Dezember 1983    | Italien      |              |
| Mauro Finetto        | 10. Mai 1985         | Italien      |              |
| Oscar Gatto          | 1. Januar 1985       | Italien      |              |
| Leonardo Giordani    | 27. Mai 1977         | Italien      |              |
| Kevin Hulsmans       | 11. April 1978       | Belgien      |              |
| Luca Mazzanti        | 4. Februar 1974      | Italien      |              |
| Michele Merlo        | 7. August 1984       | Italien      |              |
| Luigi Miletta        | 9. August 1988       | Italien      |              |
| Cristiano Monguzzi   | 31. August 1985      | Italien      |              |
| Jonathan Monsalve    | 28. Juni 1989        | Venezuela    |              |
| Mattia Pozzo         | 26. Januar 1989      | Italien      |              |
| Alessandro Proni     | 28. Dezember 1982    | Italien      |              |
| Matteo Rabottini     | 14. August 1987      | Italien      |              |
| Jun’ya Sano          | 9. Januar 1982       | Japan        |              |
| Fabio Taborre        | 5. Juni 1985         | Italien      |              |
| Stagiaires           | Stagiaires           | Nationalität | Nationalität |
| Airán Fernández      | Airán Fernández      | Spanien      |              |
| Riccardo Stacchiotto | Riccardo Stacchiotto | Italien      |              |
| Luca Sterbini        | Luca Sterbini        | Italien      |              |